# Kaplica cmentarna Wniebowstąpienia Pana Jezusa w Niwiskach
Kaplica cmentarna Wniebowstąpienia Pana Jezusa w Niwiskach (daw. Kaplica grobowa Hupków) – kaplica cmentarna znajdująca się w województwie podkarpackim, w powiecie kolbuszowskim, w Niwiskach.

## Historia
Ufundowana przez Jana Hupkę kaplica wraz z kryptą rodziny Hupków powstała w 1874 roku na cmentarzu w Niwiskach. 8 maja 1899 roku dekretem biskupa tarnowskiego Ignacego Łobosa nadano jej prawo odprawiania mszy świętej. Kaplica była remontowana w 1976 i 1994 roku. 14 września 2007 roku obiekt został wpisany do rejestru zabytków pod numerem A-234. W 2007 roku zamontowano w nim antywłamaniowe drzwi wejściowe i osłonę przed deszczem nad nimi, natomiast wewnątrz aparat bioosmoza służący do osuszania kaplicy. Po odrestaurowaniu elewacji budynek stał się kaplicą przedpogrzebową. 

## Architektura
Kaplicę wzniesiono na planie kwadratu, z kruchtą od południa. Kraty w oknach oraz zamknięcie w kruchcie zostały wykonane według projektu kaplicy cmentarnej w Kastl. Znajdujące się na zewnątrz zwieńczone wieżyczkami narożniki ujęto pilastrami. Ściany kaplicy zostały wykonane z cegły dworskiej połączonej zaprawą wapienną oraz otynkowane i pomalowane. Mur ma grubość 50 cm. Cokół został obłożony płytkami z piaskowca i okuty blachą. Betonowe schody zostały obłożone płytkami. Nad nawą znajduje się otynkowane sklepienie kolebkowe o konstrukcji drewnianej na siatce trzcinowej, które zachowało się w dobrym stanie. Dach nad kruchtą i nawą jest dwuspadowy i pokryty ciemnoczerwoną blachą. Na szczycie nawy znajduje się wieloboczna sygnaturka z przeźroczami. Została przykryta metalowym dachem i zwieńczona metalowym krzyżem. Kaplica ma czteropolowe okna zamknięte pełnym łukiem i otwierające się na zewnątrz. Dwuskrzydłowe drewniane drzwi mają niesymetryczne skrzydła, półokrągłe naświetlenie i są przeszklone kolorowymi szybami. Pod całą kaplicą znajduje się wysoka na 2 metry piwnica, którą obmurowano cegłami dworskimi. W 2016 roku wejście do krypty było zabetonowane płytą stropową.  
We wnętrzu kaplicy znajduje się drewniany ołtarz z tabernakulum, obrazem Pana Jezusa Zmartwychwstałego, mosiężnym krzyżem nad tabernakulum oraz rzeźbami Matki Bożej Bolesnej i Jana Chrzciciela. Znajduje się tam również sufitowy obraz Anioła Stróża (jego autorstwo przypisuje się Karolowi Fryczowi), grafika Matki Bożej Ostrobramskiej, której owalną ramę wykonali artyści z Ukrainy, a także dekret nadania przez bp. Ignacego Łobosa prawa do odprawiania mszy śwętej z 8 maja 1899 roku. Po II wojnie światowej kolbuszowski malarz odnowił obraz Pana Jezusa Zmartwychwstałego, Edward Augustyn podjął się remontu ołtarza i nastawy ołtarzowej, jego polichromię wykonała Maria Grodecka, a polichromię wnętrza Michał Świder wraz z bratem Wiesławem. W kaplicy pochowano zmarłych z rodziny Hupków oraz Hildegardę Teodorowiczową.